# Landesschutzministerium der Republik Litauen

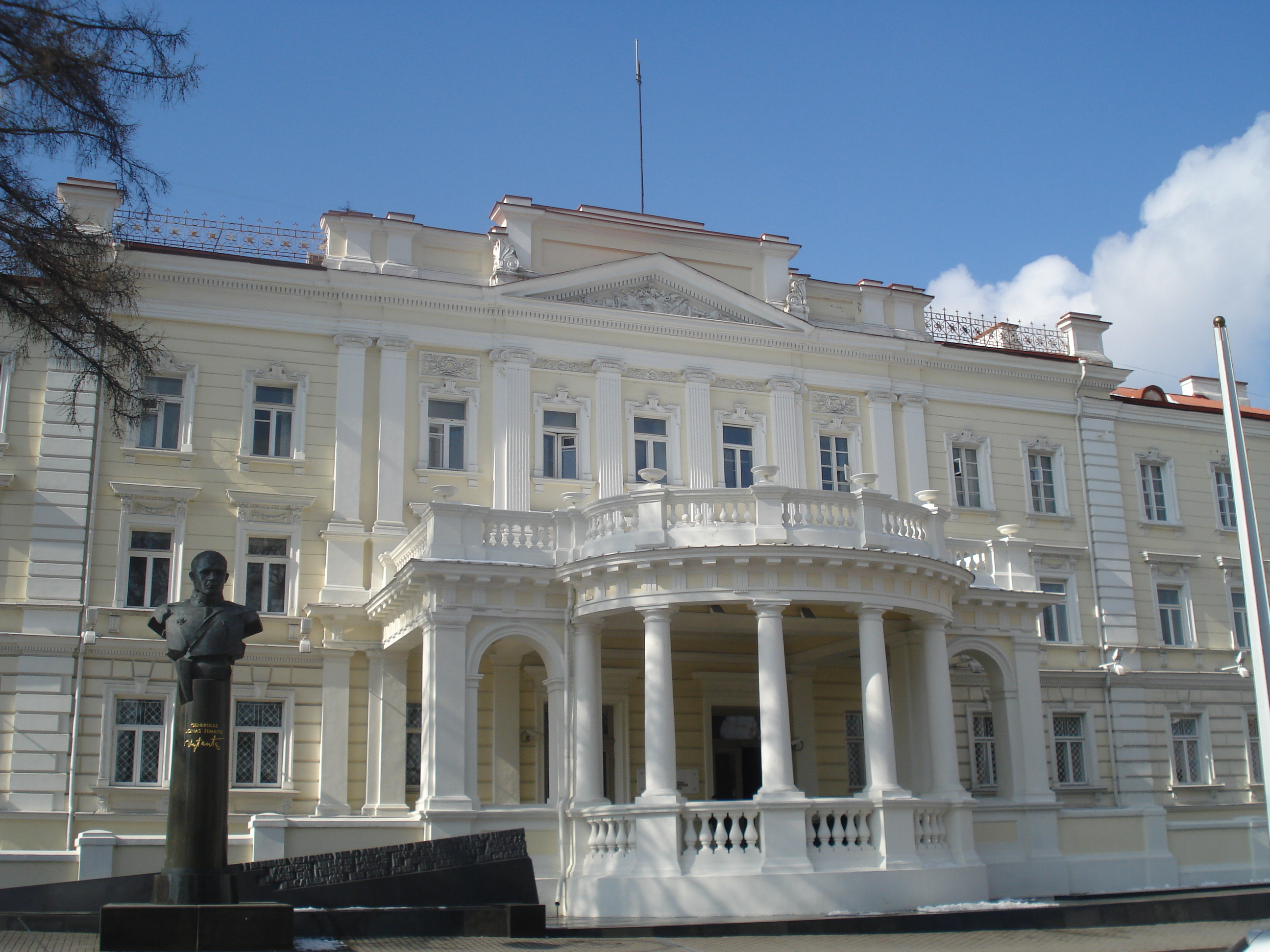
Das Gebäude des Litauischen Verteidigungsministeriums

Das Landesschutzministerium der Republik Litauen (litauisch: Lietuvos Respublikos krašto apsaugos ministerija) ist eines der 14 Ministerien der Regierung der Republik Litauen und für die Landesverteidigung zuständig. Das Ministerium befindet sich in der Altstadt von Vilnius.

## Organisation
Oberster Befehlshaber ist der Präsident der Republik Litauen, der im Krisenfall direkt die Mobilisierung, den Verteidigungsfall oder den Ausnahmezustand anordnen kann. Das Parlament, der Seimas, hat die Dekrete des Präsidenten ggf. zu bestätigen und übt parlamentarische Kontrolle über die Streitkräfte aus. Das Verteidigungsministerium ist die höchste Kommandobehörde der litauischen Streitkräfte. Dem Verteidigungsminister direkt untergeordnet ist der militärische Oberbefehlshaber der Streitkräfte, derzeit Generalleutnant Valdemaras Rupšys.

## Geschichte
Am 23. März 1990 plante das litauische Parlament (lit. Lietuvos Respublikos Aukščiausioji Taryba) eine Institution für die Staatsverteidigung zu gründen, während es die Kandidaturen für die Minister der litauischen Regierung vorschlag. Der Kandidat war der Deputierte Vidmantas Povilionis.
Am 25. April 1990 gründete die Litauische Regierung das Departement für die Landesverteidigung (lit. Krašto apsaugos departamentas). Am 10. Oktober 1991 ernannte das Parlament den litauischen Landesverteidigungsminister Audrius Butkevičius.
Am 16. Oktober 1991 wurde das Departement für die Landesverteidigung aufgelöst, nach dem es seine Aufgabe erledigt hatte. Eine neue Einheit (Struktur) für die Landesverteidigung wurde erst am 3. Februar 1992 vom litauischen Verteidigungsminister bestätigt (durch Beschluss Nr. 49), obwohl die Beamten für die Landesverteidigung schon vorher ausgewählt waren und ihren Dienst angetreten hatten. Im November 1999 wurde die Rechtsabteilung des neuen Ministeriums gegründet.
Am 10. November 2000 wurde Linas Linkevičius zum Verteidigungsminister ernannt (zu stellvertretenden Ministern wurden Jonas Gečas, Povilas Malakauskas und Valdemaras Sarapinas ernannt).
Im Januar 2001 wurde eine Reorganisation durchgeführt. Damals entstanden die Abteilungen für Öffentlichkeitsarbeit und NATO. Die Verwaltungsabteilung, die Abteilungen für Internationale Beziehungen, Ressourcen und Programme, Verteidigungspolitik und Planung wurden neu strukturiert.

## Minister
Folgende Politiker standen seit der wiedergewonnenen Unabhängigkeit Litauens an der Spitze des Verteidigungsministeriums:
- Audrius Butkevičius, 10. Oktober 1991 – 27. Oktober 1993
- Linas Linkevičius, 28. Oktober 1993 – 19. November 1996
- Česlovas Stankevičius, 10. Dezember 1996 – 9. November 2000
- Linas Linkevičius, 19. November 2000 – 14. Dezember 2004
- Gediminas Kirkilas, 7. Dezember 2004 – 5. Juli 2006
- Juozas Olekas, 12. Juli 2006 – 9. Dezember 2008
- Rasa Juknevičienė, 9. Dezember 2008 – 13. Dezember 2012
- Juozas Olekas, 13. Dezember 2012 – 13. Dezember 2016
- Raimundas Karoblis, 13. Dezember 2016 – 11. Dezember 2020
- Arvydas Anušauskas (* 1963), 11.12.2020 – 25.03.2024
- Laurynas Kasčiūnas (* 1982), 26.03.2024 – 12.12.2024
- Dovilė Šakalienė (* 1978), seit 12.12.2024